# Завод солей стронцію в Ескомбрерасі
Завод солей стронцію в Ескомбрерасі — виробничий майданчик на півдні Іспанії в індустріальній зоні Ескомбрерас (південно-східна околиця Картахени).
Головними продуктами заводу є карбонат та нітрат стронцію. Виробничий процес базується на переробці целестину — сульфату стронцію — та включає:
- вилуговування целестину соляною кислотою, результатом чого є утворення хлориду стронцію та сульфатної кислоти;
- обробку хлориду стронцію карбонатом амонію (зазвичай отримують взаємодією аміаку з діоксидом вуглецю та водою) з утворенням карбонату стронцію;
- обробку карбонату стронцію нітратною кислотою з отриманням нітрату стронцію.
Первісно завод мав потужність у 22 тисячі тонн карбонату стронцію на рік. Згодом її збільшили до рівня у 35 тисяч тонн карбонату стронцію та 6 тисяч тонн нітрату стронцію, крім того, яку супутні продукти отримують азотні добрива — 35 тисяч тонн нітрату амонію та 48 тисяч тонн сульфату амонію.
Завод ввела в дію у 2000 році компанія Química del Estroncio, що належала державній Minas de Almadén y Arrayanes (MAYASA), компанії з виробництва добрив Fertiberia (володіла заводами азотної хімії в Пуертояно та Сагунто, а тому могла бути постачальником аміаку та нітратної кислоти) та Erkimia. В 2002-му Fertiberia стала одноосібним власником Química del Estroncio.
Постачальником целестину може бути іспанська копальня Монтевівес.